# Chrysothemis (Bildhauer)
Chrysothemis von Argos war ein griechischer Bildhauer, der Ende des 6. und Anfang des 5. Jahrhunderts v. Chr. tätig war.
Gemeinsam mit Eutelidas schuf er zwei Siegerstatuen, die im Zeusheiligtum Olympia aufgestellt waren. Sie zeigten die Olympioniken Damaretos und dessen Sohn Theopompos aus Heraia. Pausanias berichtet, Damaretos sei bei den 65. Olympischen Spielen (520 v. Chr.) erster Sieger der neu eingerichteten Disziplin Waffenlauf (Hoplitodromos) gewesen, sein Sohn Theopompos sei Sieger im Pentathlon gewesen.
In einem Epigramm an der Basis der Statuen gaben die beiden Bildhauer an, ihre Fertigkeiten von älteren Meistern übernommen zu haben. Es wird vermutet, dass es sich daher um Künstler aus dem Umfeld der argivischen Schule des Hagelaides handelt.